# Cobthach Cóel Breg
Pour les articles homonymes, voir Breg (homonymie).
Cobthach Cóel Breg, fils d'Úgaine Mor, il est selon les légendes médiévales et la tradition pseudo historique irlandaise un Ard ri Erenn.

## Règne
Cobthach Cóel Breg prend le pouvoir après avoir tué son frère Lóegaire Lorc.
Le récit légendaire précise qu'il était tellement dévoré de jalousie envers son frère  qu'il dépérissait  et que c'est pour cette raison qu'il est surnommé « Breg Coel », i.e le « maigre de Brega ».
Après avoir pris le conseil d'un  druide, il envoie un message indiquant qu'il est malade et demande à son frère Lóegaire de lui rendre visite.Lorsque ce dernier arrive il feint d'être sur son lit de mort. Quand  Lóegaire se penche sur son corps plein de peine, Cobthach le tue d'un coup de dague. Il paie ensuite des suivants afin qu'il administrent du poison à Ailill Áine le fils de Lóegaire. Il oblige ensuite Labraid, le fils d'Ailill, à manger un morceau des cœurs de son père et grand-père et à avaler une souris.Il exile ensuite Labraid, selon certaines traditions, parce qu'il était réputé être l'homme le plus hospitalier d'Irlande.
Plus tard Cobthach fait la paix avec Labraid, désormais connu sous surnom de  « Loingsech »', i.e: « l'éxilé », et il lui donne la province de  Leinster, mais les relations entre eux se détériorent, et  Labraid brûle Cobthach et ses suivants dans une « maison d'acier » à Dind Ríg.Cobthach aurait été Ard ri Erenn pendant 50 ans (A.F.M) ou 30 ans (F.F.E).
Le Lebor Gabála lui attribue un règne de 50 ans et fixe la date de  sa mort à la veille de Noël, 307 av. J.-C.  Il synchronise son règne avec celui de Ptolémée II Philadelphe (281-246 av. J.-C.). La chronologie de  Geoffrey Keating Foras Feasa ar Éirinn lui assigne comme dates  409-379 av. J.-C., et les Annales des quatre maîtres  592-542 av. J.-C..

## Source
- (en) Cet article est partiellement ou en totalité issu de l’article de Wikipédia en anglais intitulé « Cobthach Cóel Breg » (voir la liste des auteurs), édition du 10 avril 2012.